# Gran Jamahiriyya Àrab Líbia Popular Socialista
La Gran Jamahiriyya Àrab Líbia Popular Socialista (àrab: الجماهيرية العربية الليبية الشعبية الاشتراكية العظمى, al-Jamāhīriyya al-ʿArabiyya al-Lībiyya ax-Xaʿbiyya al-Ixtirākiyya alʿUẓmà) va ser el nom oficial que va rebre Líbia durant el període entre 1977 i 2011, després de la proclamació a la Declaració de Sabha de la Jamahiriyya (‘Estat de les masses') pel líder de la llavors República Àrab Líbia, el coronel Muamar el Gadafi, en el poder des de 1969. En aquesta declaració, Líbia oficialment es converteix en un Estat socialista regit per la ideologia de la «tercera teoria universal», i el coronel Gadafi traspassa el poder executiu al Congrés General del Poble mentre creava per a ell un nou càrrec superior, el de «Germà Capdavanter i Guia de la Revolució».
Durant aquest període Líbia va intervenir en la guerra civil del veí Txad, l'anomenada Guerra dels Toyota. Assenyalat per Occident com un patrocinador d'atemptats terroristes a interessos europeus i nord-americans, diverses ciutats de Líbia van ser bombardejades per Estats Units en 1986. La república va ser cofundadora en 2001 de la Unió Africana. En 2011, durant l'anomenada «Primavera Àrab», el govern de Gadafi i la Jamahiriyya van ser enderrocats i substituïts per l'Estat Libi després d'una insurrecció armada amb el suport dels islamistes en una part del país, insurrecció que va comptar amb el suport de l'OTAN, que va establir una zona d'exclusió aèria i va bombardejar objectius gadafistes, sota l'empara de l'ONU.
Durant la seva vigència el país va viure una etapa de desenvolupament gràcies en part a les seves reserves i exportacions de petroli. Al país se li adjudicava l'esperança de vida més alta d'Àfrica (només per darrere de les ciutats espanyoles de Ceuta, Melilla i les illes Canàries, i de l'illa britànica de Santa Elena), amb 77,65 anys. També comptava amb el PIB (nominal) per capita més alt del continent africà, i el segon lloc en PIB per capita en paritat de poder adquisitiu (PPA). El seu índex de desenvolupament humà (IDH) també va ser el més alt d'Àfrica.

## Història
El coronel Muamar el Gadafi va prendre el poder en 1969 a través d'un cop d'estat - enderrocant el Regne de Líbia - i va implantar un règim de govern socialista (considerat per alguns com a autoritari) conegut com a Jamahiriyya (Estat de les Masses) que pretenia ser un sistema de govern directe (democràcia directa) on el poble exerceix el poder mitjançant la participació directa i fos protagonista en la presa de decisions (poder popular). Defensor del panarabisme i de l'islam, Gaddafi va patrocinar, suposadament, accions terroristes contra països occidentals i principalment contra objectius nord-americans. Per aquests fets Ronald Reagan va ordenar el bombardeig de les dues principals ciutats libies, Trípoli i Bengasi, en 1986. En aquestes accions van morir diversos civils, incloent una filla adoptiva de Gaddafi, Jana.
Des de 1978 i fins a 1987, van existir conflictes entre Líbia i Txad, per la participació libia en la guerra civil de Txad. Les forces libies van recolzar a una facció, van oferir tropes i subministraments a la zona fronterera i en un moment donat van aconseguir avançar fins a la capital txadiana. Finalment els txadians van aconseguir que els libis es retiressin del seu territori, en l'anomenada "Guerra dels Toyota".
A finals dels anys vuitanta del segle xx dos avions van ser fets esclatar en atemptats terroristes, un en el Regne Unit i un altre a Àfrica. Els Estats Units, Gran Bretanya i França van acusar Líbia d'aquestes accions i van emprendre una sèrie de sancions que van portar a l'aïllament del país. D'altra banda, la Unió Africana es va formar oficialment en març de 2001, durant una cerimònia que va tenir lloc en la ciutat libia de Sirte.
En 2003 el govern libi va reconèixer la responsabilitat de ciutadans libis en aquests atemptats i va arribar a acords a on es comprometia a indemnitzar als familiars de les víctimes dels dos avions. Com a conseqüència, es van aixecar les sancions que existien sobre el país.

### Revolució de 2011
A principis del 2011 es produeixen una sèrie de protestes al món àrab i una part de la població de Líbia es manifesta contra el règim de Gadafi mentre un altre segment manté el seu suport. Els opositors controlen mitjançant comitès populars les ciutats de Tobruk, Derna, Al Bayda, Al Marj, Bengasi i Ajdabiya en l'est; Misurata, Bani Walid, Al Khums, Tarhunah, Gharyan, Zuara, Al Jufrah, Zauiya i Nalut en l'oest, envoltant la capital. Gadafi, amb 120.000 lleials al règim, (alguns parlen que són mercenaris chadianos, la qual cosa el mateix govern de Txad nega categòricament) controla les ciutats de Trípoli i Sirte en l'oest i Sabha al sud. La premsa internacional assenyala que el president Gadafi reprimeix amb gran duresa les manifestacions mitjançant mercenaris i atacs aeris, retrasmitidos per la cadena àrab Al Yazira, encara que tals atacs aeris contra la població civil no han estat objectivament provats. A Bengasi, almenys 130 militars van ser assassinats per negar-se suposadament a disparar contra el poble desarmat. Alguns pilots libios, expressen les cadenes de notícies, deserten per evitar complir les ordres de disparar contra la població civil i són diversos els ministres, ambaixadors i líders religiosos que abandonen al dictador Gadafi. L'ONU fa una estimació de més de 2.000 morts civils a les mans del règim, i va emetre la Resolució 1970 del Consell de Seguretat de les Nacions Unides i sol·licita una recerca internacional sobre la violenta repressió que podria incloure crims de lesa humanitat. La Coalició Internacional contra els Criminals de Guerra comptabilitza a més 3.980 ferits i almenys 1.500 desapareguts. La situació de les ciutats de Zlitan i Al 'Aziziyah, en l'oest i properes a Trípoli, és incerta i hi ha combats en Misurata i Zauiya, on les tropes de Gadafi han estat rebutjades pels opositors.
El dia 17 de març es va aprovar la Resolució 1973 del Consell de Seguretat de les Nacions Unides establint una zona d'exclusió aèria. A les 19:30 del 19 de març de 2011, Estats Units i Regne Unit van llançar míssils Tomahawks sobre objectius militars libios prop de Trípoli, segons l'operació "Odissea a l'alba", una operació que comença quan avions de combat francesos llancen atacs contra les forces lleials al règim de Muamar Gadafi. La televisió Líbia, a cert moment, ha dit que ha derrocat un avió francès. Països com el Regne Unit, Espanya i Dinamarca es van unir a l'ofensiva aliada l'endemà. Hores més tard, seria Catar el primer país àrab a unir-se a la lluita contra Gadafi.
El 22 d'agost, després de la batalla de Trípoli, el règim de Gadafi s'enfonsa. Malgrat el succeït en tot Líbia es manté una feroç resistència per part dels defensors de la Gran Jamahiriyya Àrab Líbia Popular Socialista.
El dia 20 d'octubre es rumoreja la mort de Gadafi, la qual és confirmada més tard pel Consell Nacional de Transició, els qui també confirmen la mort d'altres funcionaris, inclòs Moatassem Gadafi, fill de Muamar al Gadafi i assessor de les forces de seguretat del govern del seu pare.

## Govern i política

### Govern

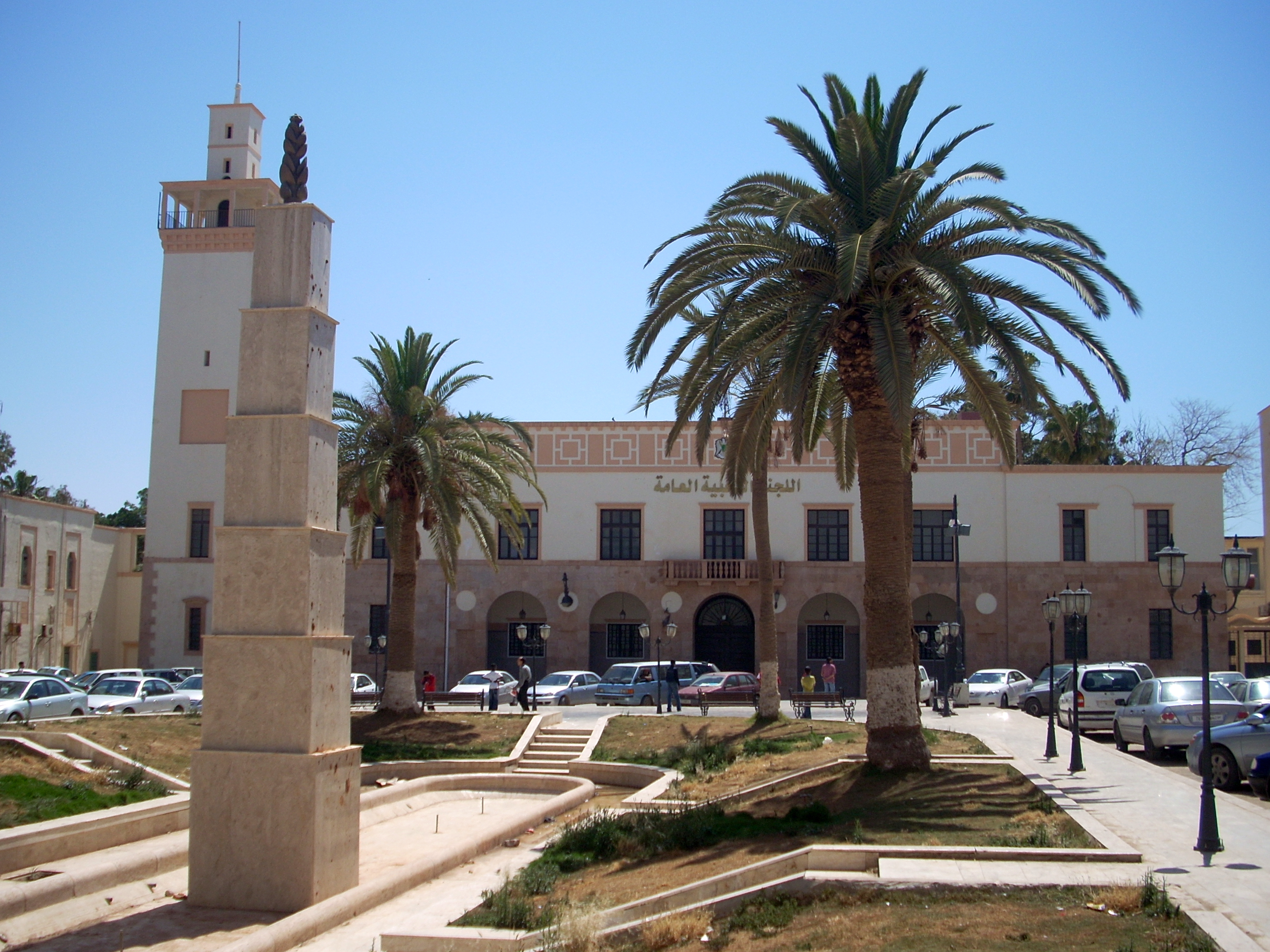
Vista del Comitè Popular General a Bengasi.

El 2 de març de 1977 per mitjà de la Declaració de l'Establiment de l'Autoritat del Poble, que en realitat venia a substituir a la Constitució de 1969, es proclamava la Jamahiriyya (Estat de les Masses) Àrab Líbia Popular i Socialista. El Congrés General Popular va assumir el poder legislatiu i el Comitè General Popular va substituir al Consell del Comandament Revolucionari en l'executiu. La República Àrab de Líbia, anomenada així llavors, va canviar el seu nom per República Àrab Líbia Popular i Socialista. En 1986, va adoptar la seva denominació oficial: Gran República Àrab Líbia Popular i Socialista.
- El cos Legislatiu general de la Nació, era el Congrés General Popular.
- El Comitè General Popular, era presidit per un Primer Ministre.
- Gadafi era el "Germà Guia de la Gran Revolució", i exercia de facto la prefectura de l'Estat libi.

### Defensa
L'exèrcit libio de terra (controlat per Gadafi), comptava amb 45.000 membres pel 2003 i una Armada de 9.000, les forces aèries sumaven 25.000 homes. Fins a la fi de la república socialista Líbia, existien 13 bases militars a Líbia.
No obstant la informació oficial, es tenen registres que el govern socialista libi comptava amb "Cèl·lules de Mercenaris" que esperen en diferents països d'Àfrica esperant l'anomenat per a qualsevol eventualitat que pugui sorgir contra el Govern de la Revolució. Aquest cos de mercenaris té sous fixos que oscil·len en milers de dòlars mensuals. Així mateix, el Govern de la Revolució ha disminuït la força de l'Exèrcit Militar Libi, això pel temor de veure's amenaçat per un cop d'estat. Amb l'inici de la revolta en setmanes recents aquesta informació ha estat confirmada per fonts estrangeres que asseguren que avions procedents d'Àfrica han arribat a territori libi per fer front a les manifestacions en contra del Govern.